# Thunbergia alata
Тунбергія крилата (Thunbergia alata) — вид рослини родини акантових (Acanthaceae).

## Назва
В англійській мові має назву «чорноока Сюзана» (англ. black-eyed Susan).

## Будова
Вічнозелена багаторічна тропічна рослина до 6 м довжини. Має виткі стебла, що заплітають сусідні рослини чи підпори. Листя трикутне до 7,5 см з кількома зубцями по краях. Квіти помаранчевого кольору з чорною серединою. Плід — плоска капсула з насінням.

## Поширення та середовище існування
Зростає у тропічній Східній Африці.

## Практичне використання
Вирощується як декоративна рослина.
Листя можна готувати та вживати в їжу.

## Галерея

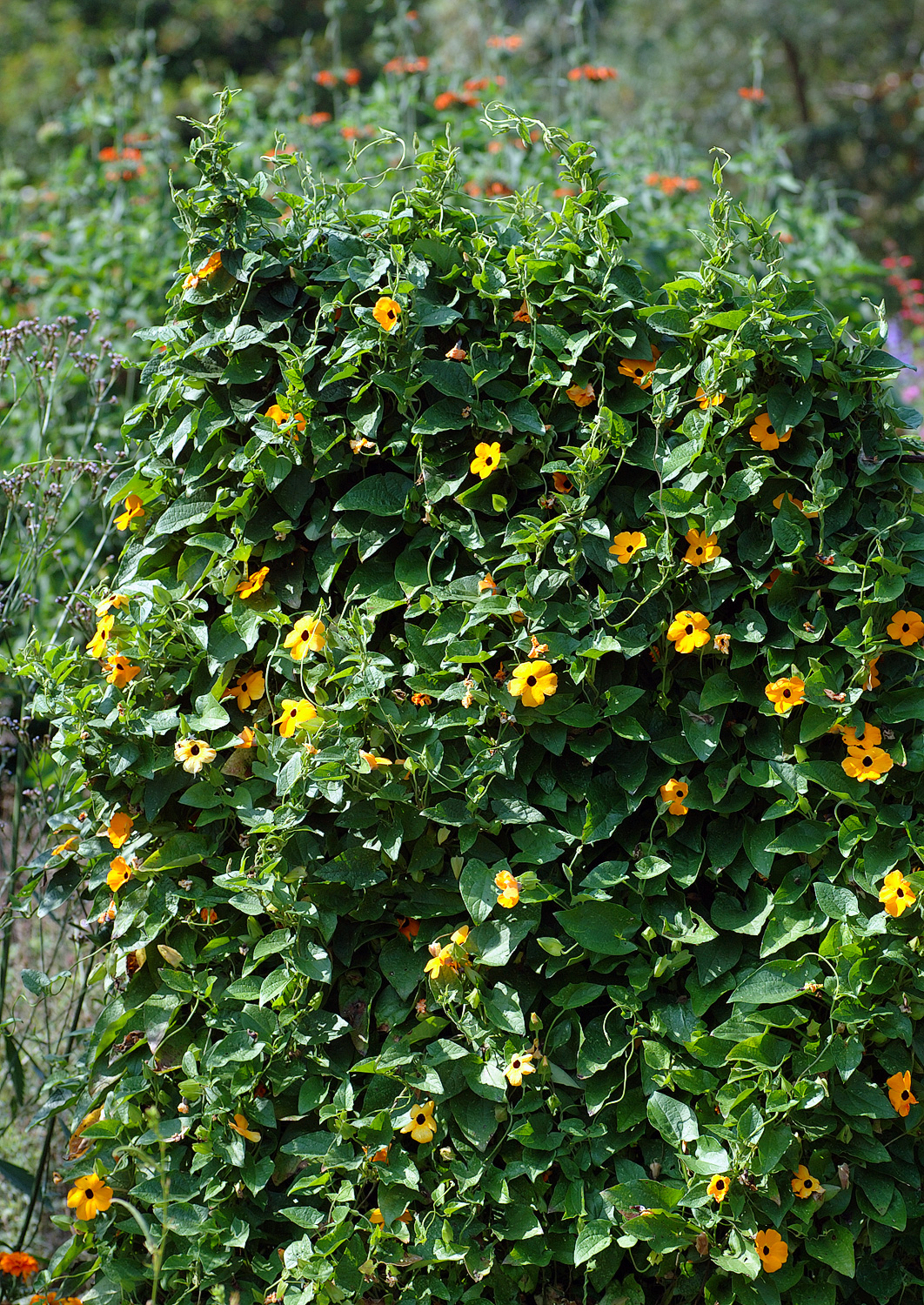
Загальний вид рослини
Квіти
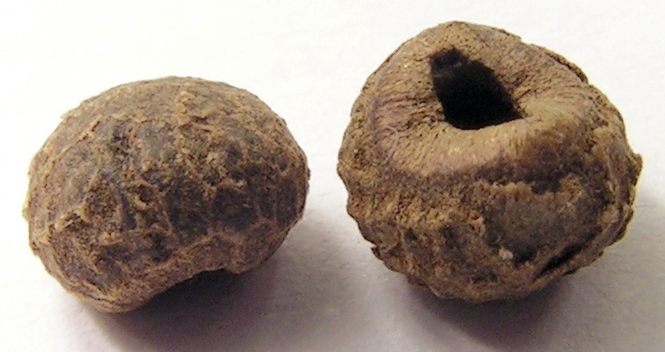
Насіння